# Miguel Ángel Gómez Campuzano
Miguel Ángel Gómez Campuzano (Mairena del Alcor, provincia de Sevilla, 24 de abril de 1968-Aroche, Huelva, 6 de abril de 1993) fue un atleta español especialista en pruebas de velocidad.
Su mejor marca fue en 200 metros lisos en los Juegos del Mediterráneo en, donde consiguió detener el cronómetro en 20,76".

## Biografía
Siendo él un niño su familia se trasladó desde su ciudad natal (Mairena del Alcor) hasta Sevilla, hasta la edad de 11 años todos sus mejores resultados habían sido en campeonatos escolares, o similares. Con esa edad se puso a las órdenes de Joaquín Muñoz Molina, con quien estrenaría hasta los 15 años, cuando José Luis Montoya se interesó en Miguel Ángel, que destacaba en diversos deportes, y comenzó a entrenarlo enfocado en el atletismo y concretamente en pruebas de velocidad.
Su primer triunfo de importancia llegaría con 15 años, cuando se alzó campeón de España.
Con 18 años se trasladó a la Residencia Joaquín Blume de Madrid para deportistas de alto rendimiento donde estaría durante 4 años. Allí entrenado por Manuel Pascual Piqueras, cosechó numerosos éxitos: internacionales con la selección española, y campeón de España en todas las categorías, batiendo además varios récords.
Después de esos cuatro años volvió a Sevilla, donde se encontraba más cómodo. Allí siguió entrenando y cosechando triunfos, como por ejemplo un quinto puesto en los campeonatos del mundo de pista cubierta de 1991, en Sevilla, dos segundos puestos en los Juegos del Mediterráneo, en Atenas, o cuarto finalista en los Juegos Olímpicos de Barcelona 1992.
El 6 de abril de 1993 resultó muerto en un accidente de motocicleta, en la que viajaba junto con su novia, Aurora de la Salud Pacheco Lara (quién también murió) en el término municipal de Aroche (Huelva).
Poco antes de su fallecimiento él mismo inauguró un pabellón cubierto municipal en su natal Mairena del Alcor, que lleva su nombre, y donde hoy podemos encontrar una estatua de bronce del atleta y una inscripción de su padre. Sus restos mortales y los de su novia descansan en el cementerio de esa misma localidad. Aún no cumplía los 25 años.

## Anécdotas
Su carrera deportiva estaría orientada hacia los 400 metros lisos, donde expertos y entrenadores aseguraban que tenía un gran potencial, pero necesitaba tener una preparación previa en otras categorías (como 200 metros lisos) antes de dar el salto definitivo a una distancia mayor.
Poco antes de los Juegos Olímpicos de Barcelona 1992, a las cuales asistiría, estuvo entrenándose en la ciudad de Sevilla sin poder beneficiarse de las nuevas instalaciones deportivas que se acababan de construir. Para ello utilizó en varias ocasiones el Parque de María Luisa.
Todos los años se celebra una carrera popular en su memoria en Mairena del Alcor que lleva su nombre.

## Resultados
(Por orden cronológico)
- 8º Copa del Mundo 1989 disputada en el Estadio Olímpico de Montjuic (hoy Lluís Companys), con una marca de 20,98 s. Resultados oficiales del IAAF (página 25).
- 2º 200 ml. Copa de Europa 1989.
- Semifinalista en los Juegos Iberoamericanos 1990.
- 5º en el Campeonato Mundial de Atletismo en Pista Cubierta de 1991 (marca 21,29). Resultados oficiales del World Athletics
- Participa en el Campeonato del Mundo en Tokio 1991  (marca de 21,08)
- 1º Relevos 4 x 100 ml. y 2.º en los 200 ml. en la Copa de Europa de 1991 celebrado en Barcelona.
- 2º Relevos 4 x 100 ml. en los Juegos del Mediterráneo de Atenas 1991.
- 2º puesto en los 200 ml. en los XI Juegos del Mediterráneo de Atenas 1991 (mejor marca personal con 20,76)
- 4º Finalista en la Juegos Olímpicos de Barcelona 1992|(marcas 21,46 5e2 y 21,32 8q4) .
- Records de España Junior en 200 ml. y 110 y 300 m.v.
- Internacional y campeón de España en todas las categorías. Cadete, Juvenil, Junior, Promesas y Absoluto.
- 5 veces campeón de España y 14 veces Internacional a nivel Absoluto.